# 釹磁鐵

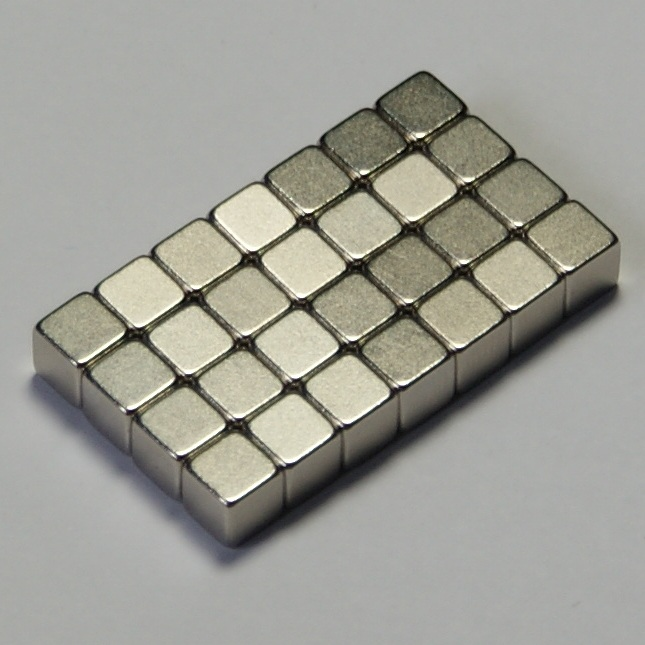
經過鎳電鍍後的釹鐵硼磁鐵立方體。

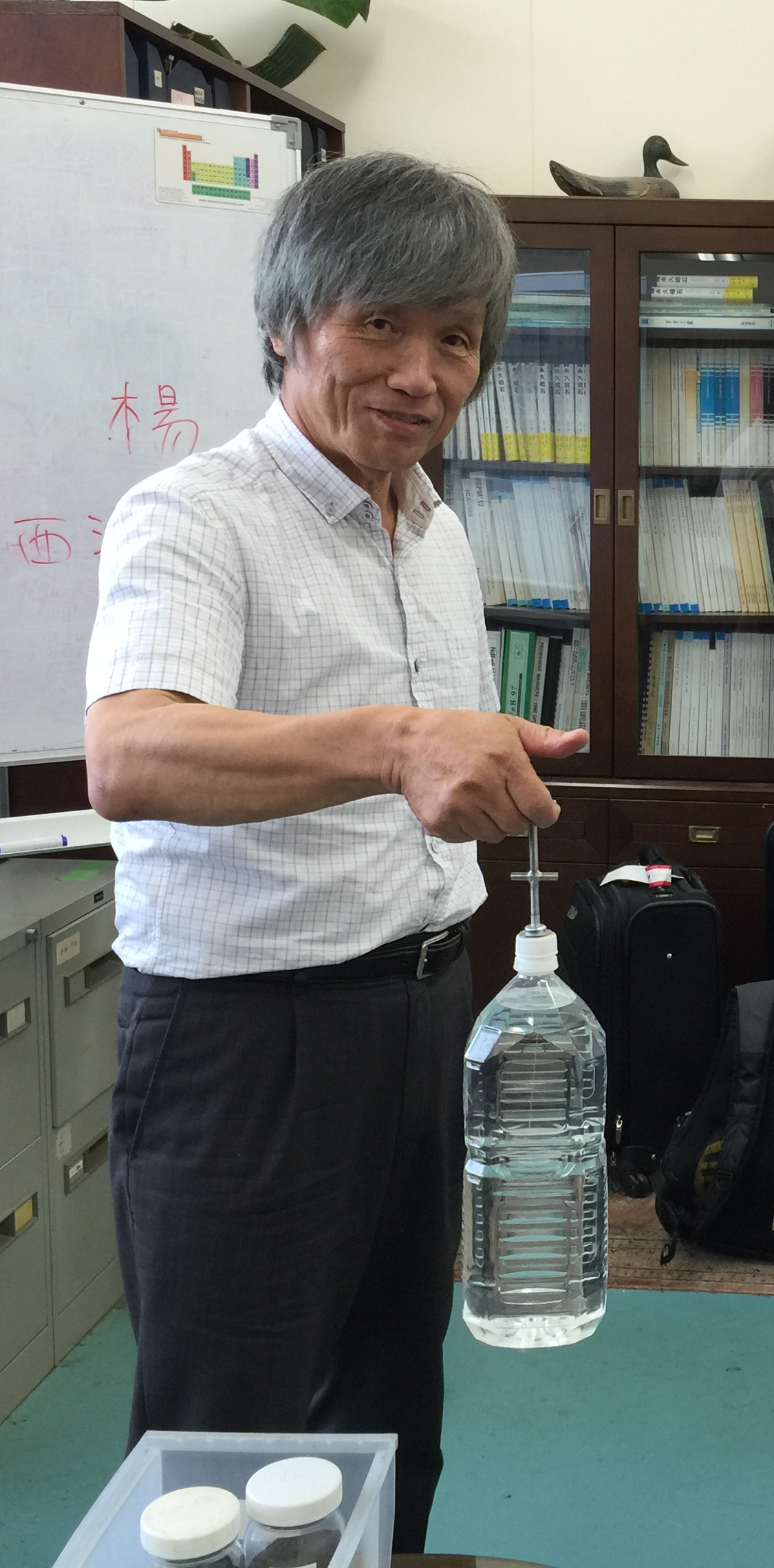
釹磁鐵發現者佐川真人示範釹磁鐵磁力，重量1公克的釹磁鐵可以舉起1900公克重水瓶。

釹磁鐵（英語：Neodymium magnet），也稱為釹鐵硼磁鐵（NdFeB magnet），常被訛誤為「銣磁鐵」，是由稀土元素釹和鐵、硼的合金製成的永久磁鐵，為化學式為Nd2Fe14B的四方晶系晶體。釹磁鐵是現今磁性最強的永久磁鐵，也是目前最常使用的稀土磁鐵，被廣泛地應用於電子產品，例如硬碟、揚聲器及耳機等，以及電動汽車的馬達和風力渦輪機的發電機等。
釹磁鐵於1982年由住友特殊金屬的佐川真人發現。這種磁鐵的磁能積（BHmax）大於釤鈷磁鐵，是當時全世界磁能積最大的物質。後來，住友特殊金屬成功發展粉末冶金法（powder metallurgy process），通用汽車公司成功發展旋噴熔煉法，能夠製備釹鐵硼磁鐵。
釹磁鐵容易受腐蝕而表層剝落或破碎成細碎的顆粒，故使用时需要在永磁材料表面做保护处理，例如用镍、锌、金、锡进行电镀，以及表面喷涂环氧树脂等。
釹磁鐵具有高剩磁、高矯頑力、高磁能積等優異特性，但其居禮溫度比許多其他類型的磁鐵來得低，且當溫度升至100°C以上時，矯頑力會急劇下降，使其在高溫環境下的磁性能有所減損。透過在配方中添加鏑、鋱等重稀土，能夠提高釹磁鐵的矯頑力，從而改善磁鐵的耐熱性能，應用於電動汽車驅動馬達、風力渦輪機等較高溫的工作環境中。